# Jacques Cassini
Jacques Cassini (Paris, 18 de fevereiro de 1677 — Thury-sous-Clermont, 16 de abril de 1756) foi um astrônomo e geodesista francês, também chamado Cassini II.

## Vida
Filho do diretor do Observatório de Paris, o astrônomo Giovanni Domenico Cassini. Estudou no Colégio Mazarin de Paris e terminou seus estudos numa idade entre catorze e quinze anos com uma pesquisa sobre óptica.
Em 1694 entrou na Academia de Ciências da França e quatro anos depois, numa viagem à Inglaterra em 1698, foi membro eleito da Royal Society of London.
Em 1700 Cassini, junto com seu pai, organizou medições de arcos meridianos na França. Baseado na análise destas medições, chegou-se à conclusão que o raio polar deveria ser maior do que o raio equatorial - que a Terra seria achatada no equador tendo assim uma forma de ovo. Astrônomos ingleses, liderados por Isaac Newton, defenderem uma teoria contrária, que a Terra deveria ser achatada nos polos. Contudo os erros das medições, causados pela imperfeição dos instrumentos da época, eram muito grandes e assim ainda era impossível comprovar por medição qual das duas teorias seria a correta.
Jacques Cassini negou o achatamento da Terra, assim como também a lei de gravidade de Newton. A partir de 1709, com o crescente problema da vista do pai, ele ocupou gradativamente suas tarefas no observatório astronômico de Paris.
Cassini organizou outras medições na França em 1718 e 1733, já apoiado pelo seu filho César-François. Os resultados destas medições indicaram novamente um achatamento no equador, o que provocou críticas dos cientistas da época, pois medições mais novas, feitas para a definição do metro por Pierre Bouguer e Charles Marie de La Condamine 1735 no Peru e de Pierre Louis Maupertuis, em 1736, na Lapônia confirmaram a tese de Newton e Huygens sobre o achatamento da Terra nos pólos.
A astronomia deve a Cassini suas medições de alta precisão transformadas em exatas tabelas sobre o Sol, a Lua, os plantas e as luas de Júpiter e Saturno, como também as medições dos movimentos próprios das estrelas.
Jacques Cassini faleceu em 16 de abril de 1756, em um acidente de trânsito. O novo diretor do observatório astronómico foi seu filho César François Cassini de Thury.

## Trabalhos
Várias de suas publicações sobre astronomia estão preservadas na biblioteca do Observatório de Paris e disponíveis online na digital library entre elas:
- De la grandeur et de la figure de la terre Arquivado em 27 de janeiro de  2018, no Wayback Machine., 1720 (Sobre o tamanho e as características da Terra)
- Méthode de déterminer si la terre est sphérique ou non Arquivado em 27 de janeiro de  2018, no Wayback Machine., 1738 (Método para determinar se a Terra é uma esfera ou não)
- Éléments d'astronomie Arquivado em 26 de janeiro de  2018, no Wayback Machine., 1740 (elementos de Anstronomia)
- Traité de la Comète qui a paru en décembre 1743 & en janvier, février & mars 1744 Arquivado em 27 de janeiro de  2018, no Wayback Machine. (Sobre o cometa que apareceu em dezembro de 1743, janeiro, fevereiro e março de 1744)